# Frank Cedric Njiki Tchoutou
Frank Cedric Njiki Tchoutou, né le 15 mai 1995 à Douala, est un footballeur camerounais jouant au poste de milieu de terrain.

## Biographie
Il commence sa carrière au sein du club AS Rome B en Italie .

### Carrière en club
Cedric Njiki commence sa carrière professionnelle avec le club italien AS Roma B pour le compte de la saison 2013-2014. Il passe également par le club français du Nîmes Olympique au cours de la saison 2014-2015. Il  joue son premier match avec ce club le 23 septembre 2014 qui se solde par une victoire de son équipe. Il joue aussi avec le club français Nîmes B avec lequel il a marqué son premier but lors d'un match contre l'équipe Entente sportive Pays d'Uzès le 29 novembre 2014. La saison suivante, il s'engage avec le Fotbal Club Voluntari en Roumanie. Il termine cette saison en Italie avec le club de première division Sienne. Il passe sa prochaine saison avec les clubs de troisième division Taranto et Catanzaro, toujours en Italie. Cedric poursuit son aventure en Italie avec Matera pour le compte de la saison 2017-2018. En 2020, il signe un contrat avec le club italien Portici 1906 où il évolue jusqu'à ce jour.

### Carrière internationale
Njiki est un milieu de terrain qui évolue dans les championnats européens. Il  joué notamment : la coupe de France de football; la Ligue 2, le National 3 (où il inscrit 2 buts après 4 matchs); la série C où il dispute jusqu'à 14 matchs et marque un but; et la Liga I.